# Manik Bandyopadhyay
Manik Bandyopadhyay (egentligen Prabodhchandra Bandyopadhyay, মানিক বন্দোপাধ্যায়) född 19 maj 1908 i Dumka, död 3 december 1956 i Calcutta, var en indisk författare.
Bandyopadhyay föddes i en braminfamilj. Han debuterade 1928. Han skrev romaner, diktsamlingar och barnböcker och var engagerad i kampen för Indiens självständighet. Han skrev på bengali.